# Squonk

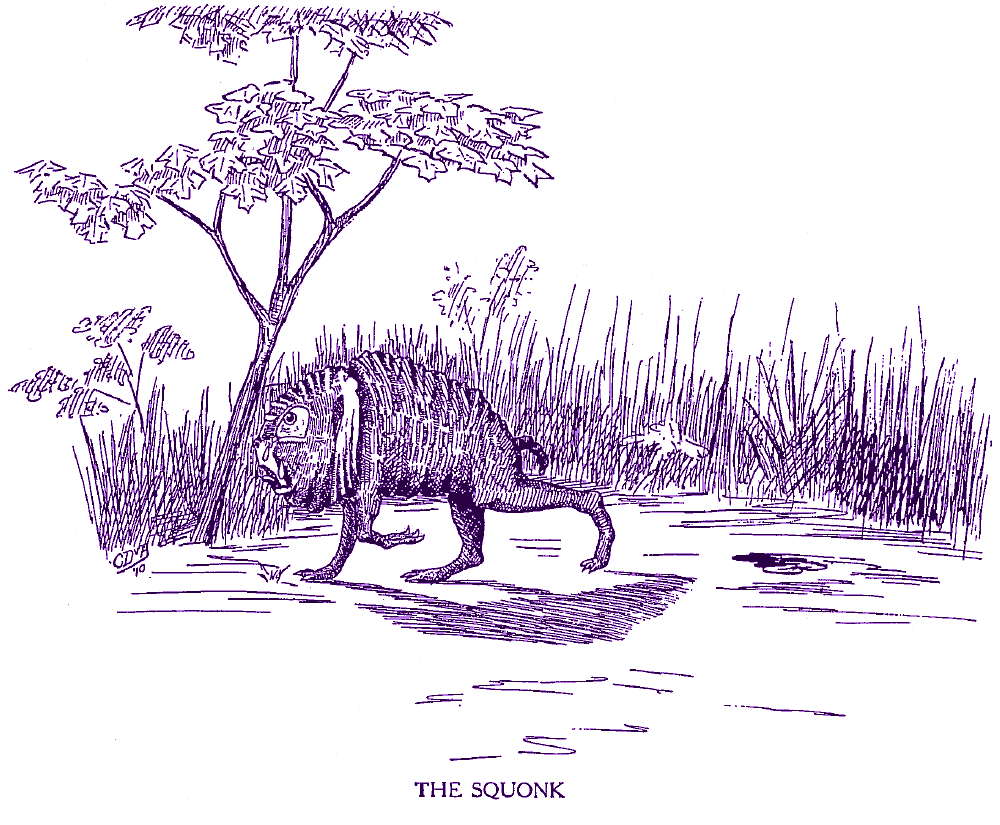
Un'illustrazione dello squonk

Nel folklore statunitense, lo squonk è una misteriosa creatura che abita nelle foreste di conifere della Pennsylvania settentrionale. Gli squonk sono esseri di brutto aspetto e tristi, che piangono in continuazione, lasciando alle proprie spalle una scia di lacrime.
Lo squonk è un membro della vasta famiglia delle "creature paurose" (Fearsome Critters) che, nel folklore americano, abitano le foreste da legname. Queste leggende si sono sviluppate soprattutto nel XIX secolo, probabilmente come mitizzazione dei pericoli reali con cui i boscaioli avevano a che fare nelle regioni isolate e ancora selvagge in cui si trovavano a svolgere il proprio lavoro.
Il primo resoconto scritto sullo squonk si trova nel libro di William T. Cox Fearsome Creatures of the Lumberwoods, with a Few Desert and Mountain Beasts (1910). Secondo Cox, lo squonk è di colore scuro e ha una pelle cadente, coperta di verruche e di nèi, che lo rendono estremamente brutto a vedersi. Lo si incontra soprattutto al crepuscolo; il suo pianto ininterrotto proviene spesso dall'ombra degli alberi di tsuga. Se viene catturato, o spaventato, si dissolve in lacrime; per questo motivo ha meritato il "nome scientifico" di Lacrimacorpus dissolvens.
(William T. Cox, Fearsome Creatures of the Lumberwoods, Washington, 1910)
I "cacciatori di squonk" hanno più fortuna nelle notti fredde di luna, quando le lacrime cadono lente e l'animale si muove con maggiore difficoltà.

## Nella cultura
- Jorge Luis Borges ha ripreso la descrizione dello squonk di Cox nel suo Manuale di zoologia fantastica (1957).
- L'album A Trick of the Tail del gruppo di rock progressivo britannico Genesis contiene un brano dal titolo Squonk, il cui testo riprende l'episodio di "caccia allo squonk" narrato da Cox:

Il gruppo messicano progressive death metal/ambient Lacrimacorpus Dissolvens mutua il suo nome da quello "scientifico" dello squonk. 
- Nel film Reazione a catena (1971) di Mario Bava uno dei personaggi ne paragona un altro allo squonk.
- Nel 1974 gli Steely Dan hanno parlato dello squonk in Any Major Dude Will Tell You con il verso '"Have you ever seen a squonk's tears? Well, look at mine."':Tradotte in Italiano suonano '"Hai mai visto le lacrime dello squonk? Allora guarda le mie."'
- Nella settima stagione della serie italiana Winx Club una delle creature magiche incontrate dalle protagoniste è uno squonk.